# Flechas
Flechas es una localidad del municipio de Figueruela de Arriba, en la provincia de Zamora, comunidad autónoma de Castilla y León (España).

## Geografía

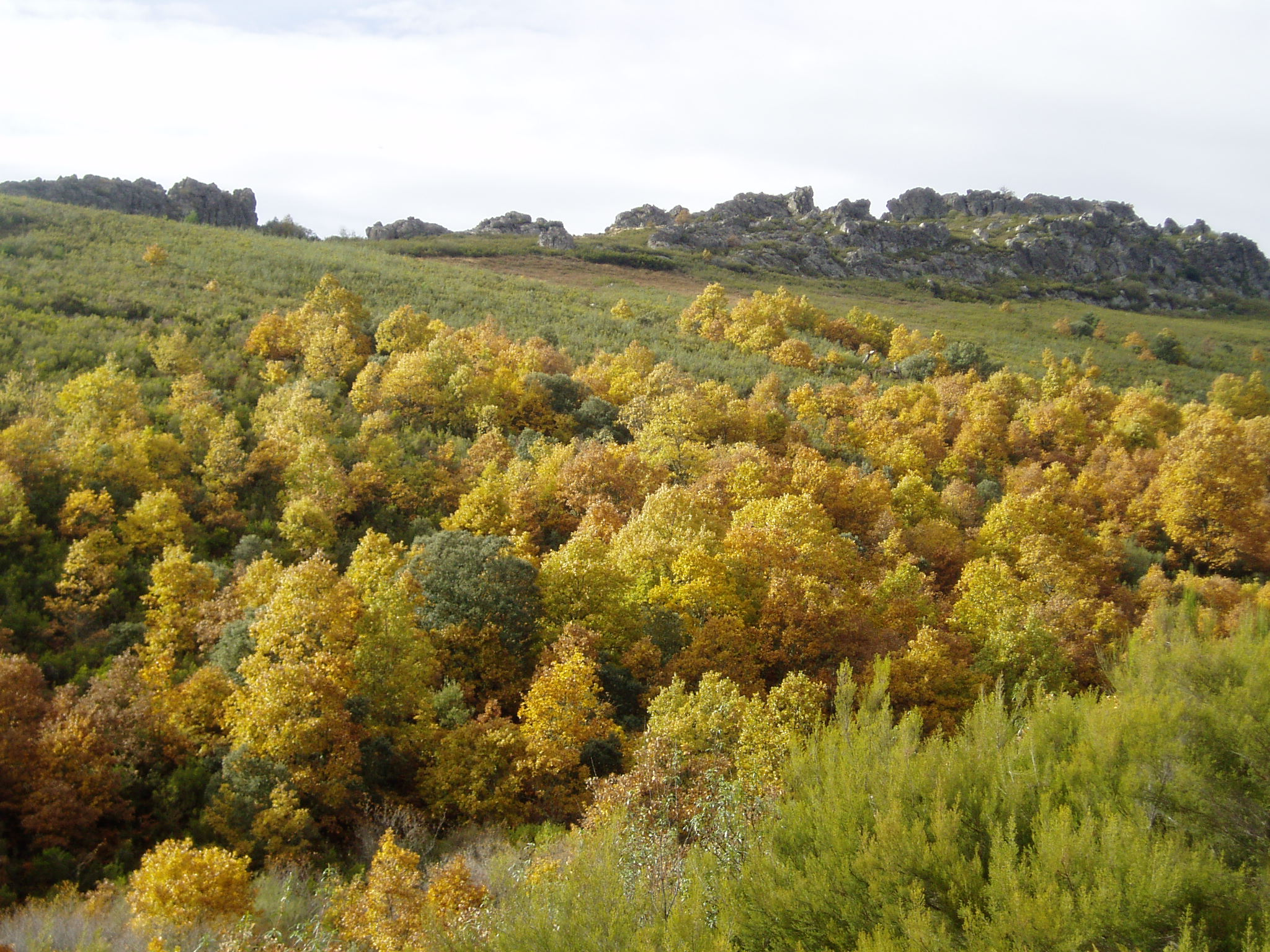
Castañar de Flechas

Flechas tiene su mayor atractivo en su paisaje, al encontrarse situado en uno de los parajes más agrestes y frondosos de la sierra de la Culebra. De su término destaca Peña Mira, situada a 1241 m sobre el nivel del mar, lo que la convierte en el punto más elevado de la sierra de la Culebra. Cuenta con grandes extensiones de pinares y bosques de castaños, estos últimos complementados con brezo y jara.
En su término municipal nace el río Cabrón, apenas un arroyo que atraviesa su localidad. Su curso discurre entre exuberante vegetación de álamos, chopos, alisos y fresnos hasta la frontera con Portugal, donde se une con el río Manzanas, que va hacia el pueblo de Riomanzanas, también denominado "el Jardín de Aliste" por su bella geografía.

## Historia
Durante la Edad Media Flechas quedó integrado en el Reino de León, cuyos monarcas habrían acometido la repoblación de la localidad dentro del proceso repoblador llevado a cabo en Aliste. Tras la independencia de Portugal del reino leonés en 1143 la localidad habría sufrido por su situación geográfica los conflictos entre los reinos leonés y portugués por el control de la frontera, quedando estabilizada la situación a inicios del siglo XIII.
Posteriormente, en la Edad Moderna, estuvo integrado en el partido de Alcañices de la provincia de Zamora, tal y como reflejaba en 1773 Tomás López en Mapa de la Provincia de Zamora. Así, al reestructurarse las provincias y crearse las actuales en 1833, la localidad se mantuvo en la provincia zamorana, dentro de la Región Leonesa, integrándose en 1834 en el partido judicial de Alcañices, dependencia que se prolongó hasta 1983, cuando fue suprimido el mismo e integrado en el partido judicial de Zamora.

## Demografía
En 2017 Flechas contaba con una población de 14 habitantes, de los que 6 eran varones y 8 mujeres.
| Gráfica de evolución demográfica de Flechas entre 2000 y 2021 |
|                                                               |

## Patrimonio
Su incomunicación ha hecho que se conserve tal y como se creó, contando con las construcciones típicas alistanas: la casa solariega y el pajar, pero también con su puente de piedra, la pequeña iglesia en un alto, las casas de piedra y pizarra, y todo ello rodeado de verde y altos picos.